# Славена Гергова
Славена Гергова е българска дипломатка. От 24 октомври 2023 г. е посланик на България в Израел. Била е посланик на България в Тунис (2016 – 2020).

## Биография
Родена е на 27 април 1978 г. в София, Народна република България. Завършва Софийския университет „Свети Климент Охридски“, придобива бакалавърска степен по арабистика и персийски език, а през 2002 г. и магистърска степен по арабска история и социални науки. Започва работа като преподавател по арабски и персийски език в езикова гимназия в София.

## Професионална дейност
През 2004 г. постъпва на работа в Министерството на външните работи на България. От 2004 до юни 2008 г. работи последователно като аташе и трети секретар в дирекция „Близък изток и Африка“ в МВнР като служител, отговарящ последователно за Израел, Палестина и процеса за мир в Близкия изток, Ирак, Либия и диалога между ЕС и Средиземноморския съюз. От 2008 до 2011 г. работи в МВнР, като заема постовете съветник в кабинета на министъра и изпълняващ длъжността директор на дирекция „Близък изток и Африка“, началник на отдел „Обща политика за сигурност и отбрана“ в дирекция „ОВППС на ЕС“, представител в Комитета на старшите служители на Средиземноморския съюз в МВнР, като директор на дирекция „Обща външна политика и политика на сигурност на ЕС“ и европейски кореспондент в МВнР на България и генерален директор по европейските въпроси в МВнР.
От 2008 до 2011 г. заема длъжността заместник-ръководител на Посолството на България в Тунис. От 2013 до 2015 г. е заместник-ръководител на Посолството на България в Ханой, Виетнам. От 2016 до 2020 г. е извънреден и пълномощен посланик на Република България в Тунис, акредитиран също и за Ислямска република Мавритания и Либия.